# Бізлі (Техас)
Бізлі (англ. Beasley) — місто (англ. city) в США, в окрузі Форт-Бенд штату Техас. Населення — 608 осіб (2020).

## Географія
Бізлі розташоване за координатами 29°29′39″ пн. ш. 95°54′53″ зх. д. / 29.49417° пн. ш. 95.91472° зх. д. (29.494207, -95.914667).  За даними Бюро перепису населення США в 2010 році місто мало площу 2,77 км², з яких 2,76 км² — суходіл та 0,01 км² — водойми.

## Демографія
Згідно з переписом 2010 року, у місті мешкала 641 особа в 224 домогосподарствах у складі 149 родин. Густота населення становила 232 особи/км².  Було 241 помешкання (87/км²).
Расовий склад населення:
| - 67,7 % — білих - 7,0 % — чорних або афроамериканців - 0,3 % — азіатів - 23,7 % — осіб інших рас |

До двох чи більше рас належало 1,2 %. Частка іспаномовних становила 52,1 % від усіх жителів.
За віковим діапазоном населення розподілялося таким чином: 29,5 % — особи молодші 18 років, 58,2 % — особи у віці 18—64 років, 12,3 % — особи у віці 65 років та старші. Медіана віку мешканця становила 32,4 року. На 100 осіб жіночої статі у місті припадало 97,8 чоловіків;  на 100 жінок у віці від 18 років та старших — 93,2 чоловіків також старших 18 років.
Середній дохід на одне домашнє господарство  становив 50 178 доларів США (медіана — 46 307), а середній дохід на одну сім'ю — 57 858 доларів (медіана — 50 078). Медіана доходів становила 45 833 долари для чоловіків та 30 455 доларів для жінок. За межею бідності перебувало 18,0 % осіб, у тому числі 23,9 % дітей у віці до 18 років та 0,0 % осіб у віці 65 років та старших.
Цивільне працевлаштоване населення становило 277 осіб. Основні галузі зайнятості: освіта, охорона здоров'я та соціальна допомога — 19,1 %, виробництво — 16,2 %, роздрібна торгівля — 13,0 %, мистецтво, розваги та відпочинок — 10,5 %.